# 明德國際醫院

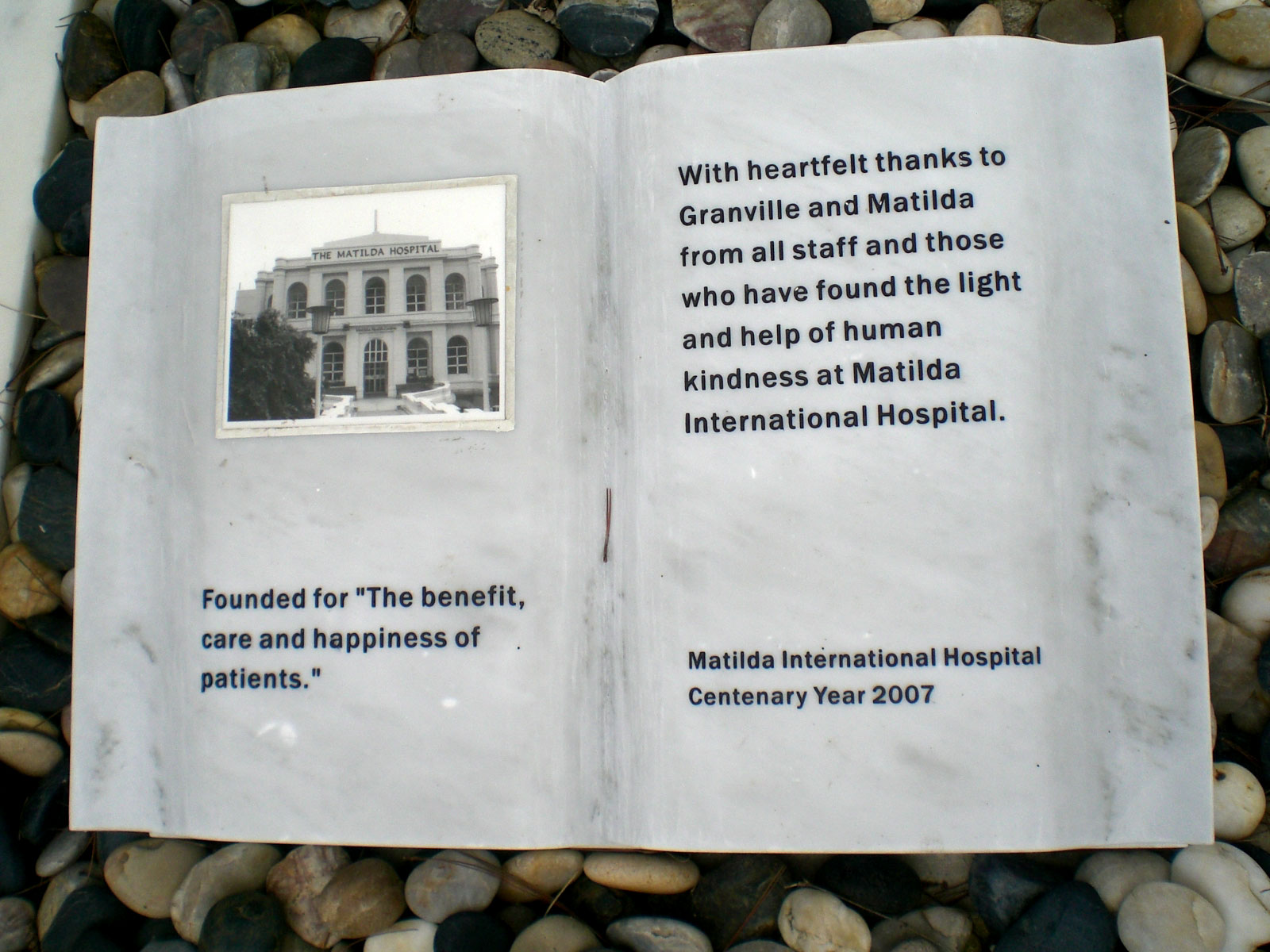
歷史圖片

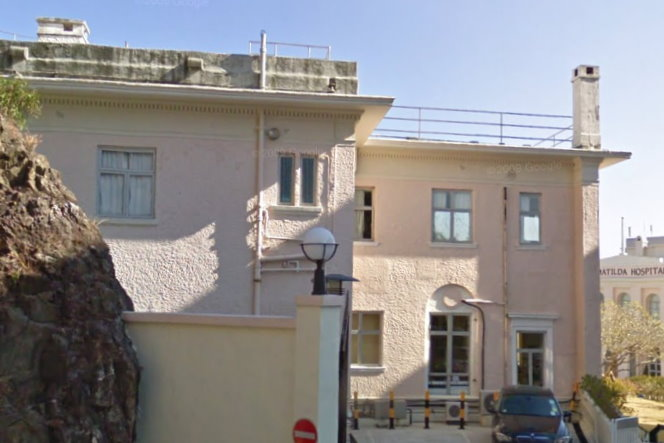
Granville House

明德國際醫院（英語：Matilda International Hospital，簡稱明德醫院）是香港一所高尚私立醫院，位於香港島太平山奇力山，初期為山頂區居民提供醫療服務，1951年後全面開放服務予所有病人。明德國際醫院的院址被列為第二級歷史建築物。院內有先進的醫療設備。2012年，明德國際醫院獲得美國專題周報《HealthExecNews》評級為全球第三最美麗醫院，坐擁無敵大海景，俯瞰南中國海，外觀及內部設計均保留了上世紀的新喬治亞設計的風格。
1949年，香港立法局通過《明德醫院條例》（香港法例第1035章），醫院成為法定團體，運作受法例的規定。

## 歷史
1858年聖誕節，剛於印度結婚的英國人 Granville Sharp 和 Matilda Lincolne 夫婦抵港，其中前者後來成為商人，後者則注重社福發展，後來當上慈善家。1893年 Matilda 離世，Granville 為紀念其亡妻而決定興建醫院，但這個計劃要待六年後 Granville 死後才能實現，而 Matilda 也是全港第一個接受火葬的人，現與丈夫的骨灰同葬在跑馬地天主教墳場。根據 Granville 生前訂立的遺囑，列明以亡妻之名成立醫院服務病人，而醫院亦免費醫治病患者，明德醫院（Matilda  Hospital）因此成立。醫院於1907年1月27日正式啟用，照顧第一批病人。
1940年，醫院被改為軍方醫院。1941年日本侵港期間，山頂被炸彈轟炸，火勢蔓延至明德醫院。其後醫護人員及病人被拘留於赤柱集中營，當時醫院主席 Sir Vandeleur 因為監獄病人提供藥物而被拷打至死。1951年，醫院重建並重新開放為所有病人提供服務。

## 服務
醫院為非牟利私家醫院，病房為酒店式設計，設有102張病床。病房分為私人、雙人和標準套房，所有房間均有醫療設備，大部分私人房間備有露台。醫院設有普通內外科、兒科、產科、骨科、手術護理、家庭醫護中心、深切治療及身體檢查等服務。醫院於中環設有明德醫療中心。明德醫院為提供更精準的服務，於2017年，和亞洲專科醫生 （页面存档备份，存于）合作成立了明德骨科和脊椎中心 （页面存档备份，存于）。該中心主力去應對日益增加的骨科病人的需求量。

## 建築
醫院多棟建築物已被古物古蹟辦事處評級，詳細資料列於下表：
| 建築物名稱     | 歷史評級 | 落成年份     | 建築風格               | 補充資料                                                                                             |
| -------------- | -------- | ------------ | ---------------------- | --- |
| 醫院大樓       | II       | 1906年       | 裝飾藝術、新喬治亞風格 | 兩層高建築，拱窗、拱廊及石工外牆顯示其新喬治亞風格，而建築正面頂部的三角牆及旗杆則顯示出裝飾藝術風格 |
| 舊產科大樓     | III      | 1952年前     | 新喬治亞風格           | 現名為 Sharp House                                                                                   |
| 嘉威大廈       | III      | 1920至1929年 | 新喬治亞風格           | Granville House                                                                                      |
| 舊華裔護士宿舍 | III      | 1951年       | 新喬治亞風格           | 現名為 Lincolne House                                                                                |

## 相關參見
- 抬轎比賽

## 外部連結
- 明德國際醫院 （页面存档备份，存于）
- 亞洲專科醫生 （页面存档备份，存于）
- 香港私家醫院資料簡介 （页面存档备份，存于）